# Ihmet
Ihmet, früher auch Immet, ist ein Wohnplatz auf der Gemarkung des Ortsteils Oberwittighausen der Gemeinde Wittighausen im Main-Tauber-Kreis im fränkisch geprägten Nordosten Baden-Württembergs.

## Geographie

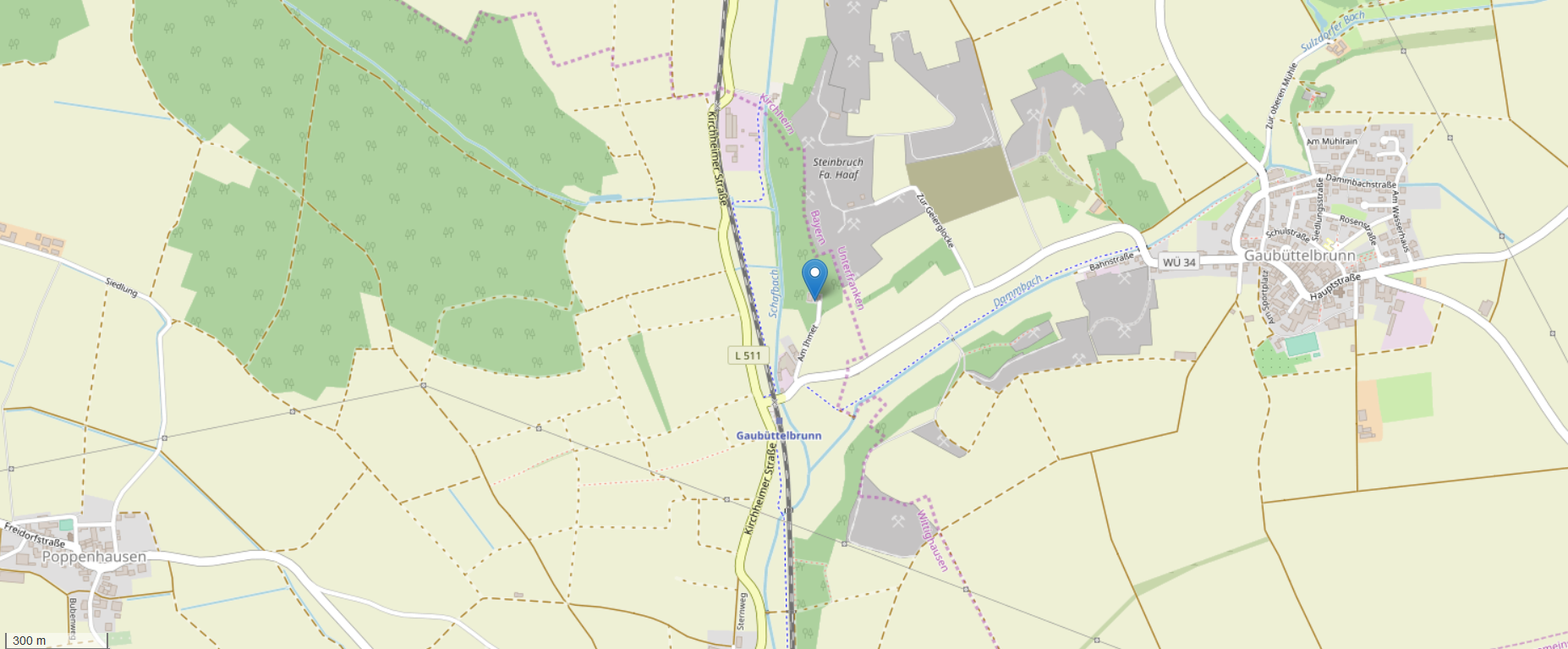
Lage des Wohnplatzes Ihmet

Der Wohnplatz Ihmet liegt etwa ein Kilometer nördlich von Oberwittighausen am Rand des Schafbachtals. Der Schafbach ist der rechte Hauptstrang-Oberlauf des Wittigbachs. Etwa 200 Meter südlich von Ihmet befindet sich der Wohnplatz Haltestelle Gaubüttelbrunn, wo der Dammbach von links in den Schafbach mündet, bevor sich dieser zwischen Ober- und Unterwittighausen am Wohnplatz Grenzenmühle durch Zusammenfluss mit dem Seebach (dem linken Hauptstrang-Oberlauf) zum Wittigbach vereinigt.
Unmittelbar östlich des Wohnplatzes befindet sich die Wittighäuser Gemarkungsgrenze in Richtung des Ortsteils Gaubüttelbrunn der unterfränkischen Gemeinde Kirchheim.

## Geschichte
Auf dem Messtischblatt Nr. 6325 „Wittighausen“ von 1881 befand sich am heutigen Wohnplatz ein Steinbruch und das Gewann wurde als Immet bezeichnet. Der heutige Wohnplatz Ihmet kam als Teil der ehemals selbständigen Gemeinde Oberwittighausen am 1. September 1971 zur neu gegründeten Gemeinde Wittighausen.

## Kulturdenkmale
Kulturdenkmale in der Nähe des Wohnplatzes Ihmet sind in der Liste der Kulturdenkmale in Oberwittighausen erfasst.

## Verkehr
In der Nähe des Wohnplatzes befindet sich eine Haltestelle der Frankenbahn. Der Wohnplatz kann über die L 511 (Kirchheimer Straße) und die K 2809 erreicht werden. Die K 2809 führt ab der L 511 im Bereich des Wohnplatzes Haltestelle Gaubüttelbrunn bis zur Straße Am Ihmet, die den Wohnplatz Ihmet erschließt. Aus Richtung Gaubüttelbrunn ist der Wohnplatz über die WÜ 34 – ab der Kreiskrenze als K 2809 bezeichnet – zu erreichen.
Der Main-Tauber-Radweg führt im Schafbachtal vorbei. Von diesem zweigt der Gaubüttelbrunner Skulpturenradweg ins Dammbachtal ab.